# Каноэ из Пессе
Каноэ из Пе́ссе — до настоящего времени древнейшая известная лодка-долблёнка в мире. Обнаружена в 1955 году в посёлке Пессе близ города Хогевен, Нидерланды в болотистой почве. Радиоуглеродным методом датируется примерно 8200—7600 гг. до н. э. Размеры лодки составляют 298 × 44 см. Лодка изготовлена из древесины сосны, обработанной топорами из кремня или оленьего рога. Лодка использовалась достаточно длительное время, после чего её затопили в болоте.
В связи с критическими публикациями, где утверждалось, что найденный предмет не мог быть лодкой, так как был непригоден для плавания, в 2001 году археологи провели эксперимент, соорудив копию лодки и успешно проверив её на плавучесть в озере у деревни Виттефеен близ г. Ассен.
В настоящее время каноэ выставлено в Дрентском музее в г. Ассен.